# Vlčeves
Vlčeves (en allemand : Wiltschewes) est une commune du district de Tábor, dans la région de Bohême-du-Sud, en République tchèque. Sa population s'élevait à 96 habitants en 2020.

## Géographie
Vlčeves se trouve à 5 km à l'ouest-sud-ouest de Černovice, à 18 km à l'est-sud-est de Tábor, à 53 km au nord-nord-est de České Budějovice et à 87 km au sud-sud-est de Prague.
La commune est limitée par Křeč au nord, par Černovice à l'est, par Hojovice au sud-est, par Mlýny au sud-ouest, et par Chrbonín à l'ouest.

## Histoire
La première mention écrite du village date de 1379.